# Ehud Netzer
Ehud Netzer (em hebraico:  אהוד נצר‎) (13 de maio de 1934 - 28 de outubro de 2010) foi um arquiteto, professor e arqueólogo israelense, notório pela escavação do palácio de inverno do rei Herodes e descoberta da tumba do monarca, e ainda pela descoberta da Sinagoga Wadi Qelt, a mais antiga sinagoga descoberta até ao presente.
Netzer foi professor no Instituto de Arqueologia da Universidade Hebraica de Jerusalém.
Faleceu em 2010 numa grave queda em um sítio arqueológico.

## Obra publicada
- The architecture of Herod, the great builder, Mohr Siebeck, Tübingen 2006 (Texts and studies in ancient Judaism, Bd. 117) ISBN 3-16-148570-X
- The Hebrew University excavations at Sepphoris during the years 1992-1996. Qadmoniot. No. 113, pp 2–21, 1997
- "Architectural development of Sepphoris during the Roman and Byzantine Periods", In: Archaeology and the Galilee: Texts and Contexts. pp. 117–130, 1997
- Promise and Redemption: A Synagogue Mosaic from Sepphoris, Jerusalem, Israel Museum, 44 pp., 1996
- "New evidence for Late Roman and Byzantine Sepphoris", In: The Roman and Byzantine Near East: Recent Archaeological. 1995, pp 162–176,
- Zippori, Jerusalem, Israel Exploration Society, 71 pp., 1994
- "Byzantine mosaics at Sepphoris: New finds", Israel Museum Journal. No. 10, pp 75–80, 1992
- Netzer, Ehud (2001). The Palaces of the Hasmoneans and Herod the Great. [S.l.]: Yad Ben-Zvi. ISBN 978-965-217-187-0
- Netzer, Ehud (2008). The Architecture of Herod, the Great Builder. [S.l.]: Baker Academic. ISBN 978-0-8010-3612-5